# Сусла Юрій Федорович
Юрій Федорович Сусла (* 5 лютого 1934, Перечин, Закарпаття) — радянський футболіст. Воротар, виступав, зокрема за «Спартак» (Ужгород), СКА (Львів), ЦСКА (Москва) і «Карпати» (Львів). Працює тренером у СДЮШОР «Карпати» (Львів). Єдиний, хто досі працює в клубі ще з часу створення команди у 1963 році.

## Життєпис

### Ігрова кар'єра
Закінчив Львівський інститут фізкультури (1966).
Перший тренер — Бачі Дьйорфі. Почав кар'єру в команді «Червона Зірка» Перечин (1952—1953 роки). Протягом сезону 1954 спочатку грав за «Спартак» (Ужгород), потім перейшов до ОБО (Львів). В сезоні 1957 року талановитого воротаря запросили до головного армійського клубу країни — ЦСК МО (Москва), але Сусла провів у чемпіонаті лише 2 поєдинки. Наступного року повернувся до львівського СКВО з яким посів 1-е місце в третій зоні класу «Б» і потрапив до фінального турніру за вихід до найвищої радянської ліги. Проте вже в першій грі турніру, який проходив у Тбілісі, Юрій Сусла отримав травму й не зміг взяти участь у наступних іграх. У боротьбі за єдину путівку львів'яни посіли 5-е місце серед 6 команд.
Перед сезоном 1963 перейшов до щойноствореного клубу «Карпати» (Львів). 21 квітня 1963 року взяв участь в історичному, першому офіційному матчі «Карпат» — львів'яни на власному полі перемогли з рахунком 1:0 «Локомотив» (Гомель), а Сусла відстояв гру «на сухо».
Товариші з команди відзначали надійність і «сталеві нерви» воротаря. Вдало діяв під час 11-метрових — відбив велику частину пенальті, призначених у його ворота.

### Тренерська діяльність
Після першості 1966 року завершив кар'єру футболіста, у сезоні 1968 увійшов до тренерського штабу «Карпат». Разом з клубом здобув Кубок СРСР 1969 року, але через недогляд або неуважність документи Юрія Сусли загубились під час оформлення й тренер не отримав звання «Заслужений тренер УРСР».
З 1979 року працював у СДЮШОР «Карпати» (Львів). Єдиний, хто досі працює в клубі ще з часу створення команди у 1963 році. Серед його вихованців: Віталій Постранський, Олег Венчак, Микола Сич, Руслан Забранський і Богдан Шуст.